# European Society of Radiology
Die European Society of Radiology (ESR) ist ein gemeinnütziger Verein, der die Interessen der Radiologie und der europäischen Radiologen gegenüber Verwaltung und Politik vertritt. Er hat mehr als 130.000 Mitglieder aus 188 Ländern. Sitz der Gesellschaft ist Wien.

## Geschichte
Gegründet im Jahr 2005 entstand die European Society of Radiology (ESR) aus dem Zusammenschluss zweier etablierter radiologischer Gesellschaften: der European Association of Radiology (EAR), einem Verband nationaler radiologischer Gesellschaften, gegründet im Jahr 1962, und dem European Congress of Radiology (ECR), der Organisationskörper des gleichnamigen Kongresses, der erstmals 1967 stattfand.
Die EAR wurde am 15. Dezember 1962 durch die Bemühungen von Boris Rajewsky vom Max-Planck-Institut in Frankfurt und Charles Marie Gros von der Universität Straßburg gegründet, die der erste Präsident bzw. erster Generalsekretär der Vereinigung wurden. Die EAR hatte die Aufgabe, einen europäischen Kongress zu koordinieren und ein europäisches Pendant zur Radiological Society of North America (RSNA) zu etablieren, die seit 1915 existierte. Bei ihrer offiziellen Registrierung umfasste die Vereinigung radiologische Mitgliedsgesellschaften aus neun Ländern – Belgien, Frankreich, Italien, Luxemburg, Niederlande, Portugal, Spanien, Schweiz und Westdeutschland. Der European Congress of Radiology sollte alle vier Jahre in einer anderen europäischen Stadt stattfinden, beginnend 1967 in Barcelona in Verbindung mit der Radiological Federation of Latin Culture (Féderation Radiologique de Culture Latine). 
Nach den Folgekongressen in Amsterdam (1971), Edinburgh (1975), Hamburg (1979), Bordeaux (1983) und Lissabon (1987) gründete die EAR 1985 einen Ausschuss unter Vorsitz von Josef Lissner von der Universität München, der speziell mit der Organisation zukünftiger Kongresse betraut war. Eine wechselnde Veranstaltungsorte und das Fehlen einer festen Gruppe erfahrener Radiologen, die für die Kongresse verantwortlich waren, wurden als Hindernisse für einen effektivsten Kongress angesehen. Daher entschied der Ausschuss schließlich, dass die Kongressfrequenz auf alle zwei Jahre erhöht und ein fester Veranstaltungsort gewählt werden sollte.
Da die späten 1980er, frühen 1990er Jahre vom Fall des Eisernen Vorhangs und einem Ruf nach größerer europäischer Zusammenarbeit geprägt waren, wurde ein geeigneter Veranstaltungsort gesucht, der diese Ideale verkörpern konnte. Wien, nahe der damaligen Grenze zwischen Ost- und Westeuropa gelegen, wurde als Gastgeber für alle zukünftigen Kongresse ab 1991 ausgewählt. Ende der 1980er Jahre war der Verein Europäischer Roentgenkongress, oder European Congress of Radiology (ECR), gegründet worden und eine Kongressorganisationsinstitution an der Medizinischen Universität Wien wurde unterstützend für das zweijährliche Treffen etabliert. Aufgrund des wachsenden Erfolgs des ECR wurde beschlossen, dass der Kongress ab 1999 jährlich stattfinden sollte.
Zu Beginn der 2000er Jahre wurde der EAR-Führung klar, dass eine vereinigte Organisation, die alle Aspekte der Radiologie einschließlich des ECR umfasst, den Interessen der europäischen Radiologie besser dienen würde. Da die EAR eine föderale Struktur mit begrenzter finanzieller Basis hatte, war eine neue Vereinigung notwendig, um ein vereintes „Haus der europäischen Radiologie“ zu schaffen, das die zahlreichen und vielfältigen Verantwortlichkeiten der EAR und verschiedener Kongressplanungsorganisationen effektiv vereinen konnte.
Nach mehr als drei Jahren von Sitzungen und Diskussionen genehmigte die Generalversammlung der EAR am 7. März 2005 einstimmig die Satzungen der ESR und ebnete so den Weg für die Gründung der Gesellschaft, wie sie heute funktioniert. Nicholas Gourtsoyiannis von der Universität Kreta, eine treibende Kraft hinter der Gründung der ESR und Präsident des ECR 2003, fungierte von Dezember 2005 bis März 2007 als erster Präsident.  

## Aktivitäten
Jährlich wird in Wien der Kongress ECR (European Congress of Radiology) ausgerichtet, der der größte radiologische Kongress Europas ist. Im Jahr 2019 besuchten 30259 Teilnehmer aus ca. 133 Ländern den Kongress.
Weitere Fortbildungsmöglichkeiten bietet die ESR in Form von Veranstaltungen, Kursen und Publikationen an:
- Die European School of Radiology veranstaltet spezialisierte Übungsseminare zu radiologischen Methoden, das European Institute for Biomedical Imaging Research ist in der Förderung und Koordination von bildgebenden Forschungsprojekten in Europa tätig.
- Das medizinischen Journal European Radiology, Insights into Imaging und European Radiology Experimental publizieren aktuelle und relevante Studien und Manuskripte.
- Elektronische e-Learning-Plattformen wie EURORAD (eine Sammlung von radiologischen Lehrbeispielen) und EPOSTM (eine Sammlung von Poster-Präsentationen) werden von der Gesellschaft für Fortbildungs- und Wissensaustauschzwecken betrieben.
- Das Programm Invest in the Youth ermöglicht jungen Ärzten die kostenlose Teilnahme am ECR